# جینگشانوسور
جینگشانوسور (نام علمی: Jingshanosaurus xinwaensis) نام یک گونه از راسته خزنده‌کفلان است.